# Curtains (film)
Pour les articles homonymes, voir Curtain.
Pour plus de détails, voir Fiche technique et Distribution.
Curtains, l'ultime cauchemar (Curtains: The Ultimate Nightmare) est un film d'horreur canadien réalisé par Richard Ciupka et sorti en 1983.

## Synopsis
Un réalisateur de films amène en week-end dans un manoir isolé, six jeunes actrices pour comparer leurs talents. Mais ce petit groupe devient la cible d'un tueur portant un masque de sorcière...

## Fiche technique
- Titre original: Curtains: the ultimate nightmare
- Titre québécois : Rideau : l'ultime cauchemar
- Réalisation : Richard Ciupka
- Scénario : Robert Guza Jr.
- Producteurs : Simcom Limited
- Musique : Paul Zaza
- Pays d'origine :  Canada
- Langue : anglais
- Budget de production (Estimation) : 3 700 000 $
- Genre : horreur
- Dates de sortie :  États-Unis : 14 mars 1983;  Canada : 14 septembre 1984[1]
- Film interdit aux moins de 16 ans

## Distribution
- John Vernon : Jonathan Stryker
- Samantha Eggar : Samantha Sherwood
- Linda Thorson : Brooke Parsons
- Anne Ditchburn : Laurian Summers
- Lynne Griffin : Patti O'Connor
- Lesleh Donaldson : Christie Burns
- Deborah Burgess : Amanda Teuther
- Michael Wincott : Matthew
- Maury Chaykin : Monty

### Autour du film
Curtains est le premier long-métrage réalisé par Richard Ciupka, qui avait jusque là travaillé comme directeur de la photographie, notamment sur Atlantic City de Louis Malle. 
Le film est un drame d'horreur de type slasher.  Mais alors que la majorité des films de ce genre mettent en scène des personnages relativement jeunes, Curtains se distingue en présentant des protagonistes d'âge mûr. 
Le tournage du film s'amorce fin 1980, alors que la vogue du 'slasher' bat son plein (Le Monstre du train, Le Bal de l'horreur, ...).  Le plateau est marqué par de fortes tensions entre Ciupka et la production.  Ciupka finira par abandonner le projet et la réalisation du film est signée du pseudonyme de Jonathan Stryker, le nom du personnage qu'incarne John Vernon.
Curtains n'est lancé qu'en 1983, alors que la popularité du slasher s'essouffle, et sa sortie passe pratiquement inaperçue.  Ciupka continuera d'être directeur de la photographie avant de réaliser son deuxième film, le drame sentimental Coyote, sorti en 1992.